# Омелюх
Омелюх (Bombycilla) — рід горобцеподібних птахів родини омелюхових (Bombycillidae), до якого входять 3 види.

## Поширення
Омелюхи поширені у Північній Європі, Північній Азії та Північній Америці. На зимівлю мігрують у помірні зони.

## Опис
Омелюхів характеризує м'яке шовковисте оперення і червоні наконечники деяких пір'їн на крилах. У звичайного і американського омелюхів ці наконечники нагадують сургуч. Самці і самки мають однакове оперення і не можуть бути ідентифіковані за його відмінностями.

## Спосіб життя
Представники роду — деревні птахи північних лісів. Вони полюють на комах влітку, зимою харчуються ягодами. Омелюхи не є справжніми міграційними птахами, проте кочують на невеликі відстані за межами шлюбного сезону та узимку переміщаються дещо південніше свого літнього ареалу. 

## Види
- Омелюх американський (B. cedrorum)
- Омелюх звичайний (B. garrulus)
- Омелюх східноазійський (B. japonica)